# Време власти 2
Време власти 2 је последњи роман о породици Катић, српског књижевника Добрице Ћосића, изашао 2007. у издању београдске Просвете. Радња прати исповест последњег Катића, Душана, пензионисаног министра СФРЈ. Временски распон је од средине до краја 20. века. У роману се из перспективе човека на власти сагледа период социјализма у Југославији, што је директан антипод првом делу књиге, који говори о тзв. логорском човеку.